# خاطرات روزانه رام
خاطرات روزانه رام (به انگلیسی: The Rum Diary) یا خاطرات عجیب و غریب فیلمی آمریکایی بر اساس رمانی به همین نام نوشتهٔ هانتر اس. تامپسون و به کارگردانی و نویسندگی بروس رابینسون است. نقش اول فیلم جانی دپ است.
فیلمبرداری این فیلم مارس ۲۰۰۹ در پورتوریکو شروع شد و ۲۸ اکتبر ۲۰۱۱ اکران شد. این اولین فیلم رابینسون در مقام کارگردان بعد از ۱۹ سال است. فیلم قبلی او سال ۱۹۹۲ اکران شده بود.

## داستان
پال کمپ (جانی دپ) روزنامه‌نگاری مهاجر است که از نیویورک و آمریکا در زمان ریاست جمهوری دوایت آیزنهاور خسته شده است و به پورتوریکو می‌رود تا برای روزنامه سن خوان کار کند. کمپ به نوشیدن رام (نوعی نوشیدنی الکلی که از نیشکر ساخته می‌شود) روی می‌آورد و با زنی به نام «شانل» (امبر هرد) آشنا می‌شود.

## بازیگران
| بازیگر          | نقش              |
| --------------- | ---------------- |
| جانی دپ         | پال کمپ          |
| آرون اکهارت     | هال سندرسون      |
| مایکل ریسپولی   | باب سالا         |
| امبر هرد        | شانل             |
| ریچارد جنکینز   | ادوارد جی لاترمن |
| جووانی ریبیسی   | موبرگ            |
| آمائوری نولاسکو | سگارا            |
| مارشال بل       | دونووان          |
| بیل اسمیترویچ   | زیمبرگر          |
| جولیان هالووی   | والسی            |
| کارن آستین      | خانم زیمبرگر     |
| جیسون اسمیت     | دیوی             |
| برونو ایریزاری  | لازار            |
| انزو چیلنتی     | دیگبی            |
| آرون لاستیگ     | مانک             |

## ارزیابی فیلم
منتقدان نظرات متفاوتی دربارهٔ این فیلم داشته‌اند. وب سایت راتن تومیتوز گزارش کرده که ۵۱ درصد از ۱۴۰ منتقد (با دادن رتبه ۵٫۷ از ۱۰) نظری مثبت به این فیلم داشته‌اند و اتفاق نظر داشته‌اند که: «فیلم به اندازه کافی رنگارنگ و دلنشین است و دپ هم این نقش را دوست داشته است اما فیلم تمرکز کافی به منبع سردرگم‌کننده اش نداشته است». متاکریتیک هم نمره میانگین (۵۶ از ۱۰۰) به آن داده‌اند. رای‌گیری سینمااسکور هم نشان داده است که سینماروها از نمرهٔ A تا F، نمرهٔ C به فیلم داده‌اند.